# Амніон
Амніо́н (дав.-гр. ἀμνίον) — одна із зародкових оболонок у амніот (плазунів, птахів, ссавців).
Розвивається амніон із зовнішніх і середніх зародкових листків.
У птахів і ссавців в амніоні є кровоносні судини і скоротливі м'язові елементи. Порожнина амніона наповнена амніотичною рідиною, або плодовою водою, що захищає зародок від висихання, механічних ушкоджень, дозволяє йому вільно рухатись, бере участь в обміні речовин плода. Амніон є також у деяких комах.